# 寿春府
寿春府，中国宋朝时设置的府。
宋徽宗政和六年（1116年）升寿州为寿春府，府治所在北寿春（下蔡县，今安徽省凤台县），领5县：下蔡县、寿春县、安丰县、霍丘县、六安县。南宋绍兴十一年（1141年），宋金以淮河为界，淮北属金朝。金朝政府以下蔡县为寿州，置防御使，隶于汴京路（后为南京路）。南宋置安丰军，军治在安丰县。绍兴三十二年（1162年），复置寿春府，隶属淮南西路，寿春县为府治，领四县：寿春县、安丰县、霍丘县、六安县，兼制安丰军。乾道三年（1167年），改寿春府为淮南西路安丰军，治所在寿春县。
开禧二年（1206年），金兵复下淮南，占寿春等地；嘉定和议，以淮水为界，寿春归宋。元朝至元十四年（1277年），置安丰路总管府，治所在寿春县，领5县。次年改寿春为散府，领3县。二十八年复为总管府治，领濠州（领3县）、5县，隶于河南江北行中书省。至正二十六年（韩宋龙凤十二年，1366年），朱元璋改为寿春府。吴元年（1367年），改为寿州，属临濠府（后改称凤阳府）。